# Дикинсон, Адам
Адам Крейг Дикинсон (англ. Adam Craig Dickinson; 5 ноября 1986, Ливерпуль) — английский футболист, нападающий клуба «Нозерн Роверс».

## Карьера
Дикинсон — воспитанник английского клуба «Транмир Роверс», за взрослую команду которого он не играл, проведя 14 игр и забив 5 голов за его резервы. 15 августа 2006 года Адам перешёл в валлийский клуб «Коннах Куэй Номадс». В чемпионате 2006/07 годов он провёл за клуб 28 игр, забив 10 голов, а в следующем сезоне принял участие только в матче-открытии сезона против «Нита», где он забил гол и получил травму. В середине сезона 2008/09 Дикинсон перешёл в новозеландский «Окленд Сити», с которым он занял в пятое место на клубном чемпионате мира 2009 года, забив гол в 1/8 финала в ворота дубайского «Аль-Ахли», что сам считает своим главным достижением в карьере. В дальнейшем с «Оклендом» ещё трижды участвовал в клубных чемпионатах мира (2011, 2012, 2013) и четырежды становился победителем Лиги чемпионов ОФК (2010/11, 2011/12, 2012/13, 2013/14).
Сезон 2014/15 провёл в командах «Уайтакере Юнайтед» и «Кентербери Юнайтед».

## Вне поля
Адам работает детским тренером, увлекается теннисом и рыбалкой.

## Достижения

### Командные
Как игрока «Окленд Сити»:
- Лига чемпионов ОФК:
  - Победитель: 2010/11, 2011/12, 2012/13, 2013/14
- Чемпионат Новой Зеландии:
  - Чемпион: 2013/14
  - Второе место: 2010/11, 2012/13